# Assartorp
Assartorp is een plaats in de gemeente Lund, in de Zweedse provincie Skåne län en het landschap Skåne. De plaats heeft 66 inwoners (2000) en een oppervlakte van 11 hectare.